# Джеймстаун (Канзас)
Джеймстаун (англ. Jamestown) — місто (англ. city) в США, в окрузі Клауд штату Канзас. Населення — 237 осіб (2020).

## Географія
Джеймстаун розташований за координатами 39°35′58″ пн. ш. 97°51′40″ зх. д. / 39.59944° пн. ш. 97.86111° зх. д. (39.599471, -97.861246).  За даними Бюро перепису населення США в 2010 році місто мало площу 0,75 км², уся площа — суходіл.

## Демографія
Згідно з переписом 2010 року, у місті мешкало 286 осіб у 126 домогосподарствах у складі 84 родин. Густота населення становила 383 особи/км².  Було 148 помешкань (198/км²).
Расовий склад населення:
| - 97,6 % — білих - 0,7 % — корінних американців - 0,7 % — чорних або афроамериканців - 0,3 % — азіатів |

До двох чи більше рас належало 0,3 %. Частка іспаномовних становила 0,7 % від усіх жителів.
За віковим діапазоном населення розподілялося таким чином: 22,0 % — особи молодші 18 років, 62,6 % — особи у віці 18—64 років, 15,4 % — особи у віці 65 років та старші. Медіана віку мешканця становила 40,6 року. На 100 осіб жіночої статі у місті припадало 98,6 чоловіків;  на 100 жінок у віці від 18 років та старших — 104,6 чоловіків також старших 18 років.
Середній дохід на одне домашнє господарство  становив 48 732 долари США (медіана — 39 167), а середній дохід на одну сім'ю — 49 001 долар (медіана — 40 667). За межею бідності перебувало 19,5 % осіб, у тому числі 39,7 % дітей у віці до 18 років та 8,8 % осіб у віці 65 років та старших.
Цивільне працевлаштоване населення становило 163 особи. Основні галузі зайнятості: виробництво — 22,1 %, роздрібна торгівля — 19,0 %, будівництво — 13,5 %, освіта, охорона здоров'я та соціальна допомога — 11,7 %.